# ساکی یامازاکی
ساکی یامازاکی (انگلیسی: Saki Yamazaki؛ زادهٔ ۱۲ نوامبر ۱۹۹۱) بازیکن سافت‌بال اهل ژاپن است..
وی در مسابقات کشوری و بین‌المللی در مجموع برندهٔ ۱ مدال طلا شده‌است.